# 1917 en Grèce
Chronologie de la Grèce
- 1913
- 1914
- 1915
- 1916
- 1917
- 1918
- 1919
- 1920
- 1921

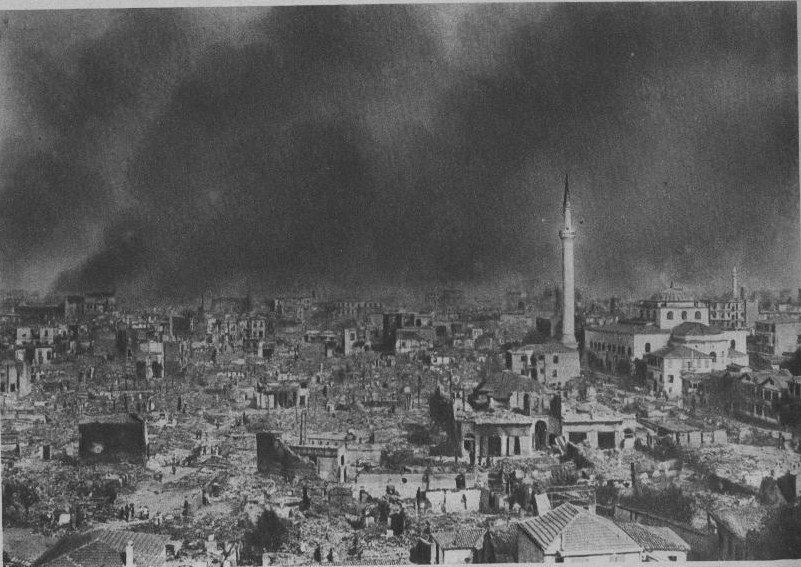
Grand incendie de Thessalonique.

Cette page concerne les évènements survenus en 1917 en Grèce  :

## Événements
- Participation de la Grèce dans la Première Guerre mondiale (1915/1916 - 1918)
- Schisme national
- juin : Occupation française de la Thessalie
- 10 juin : Le roi Constantin Ier de Grèce abdique.
- Gouvernement de défense nationale
- 20 juillet : Déclaration de Corfou, signée par le Comité yougoslave (en) pour la création du royaume des Serbes, Croates et Slovènes.
- 18 août : Début de l'incendie de Thessalonique (bilan : 9 500 bâtiments sont détruits - 72 500 personnes sont touchées par l'incendie).

## Création
- Cimetière britannique de Míkra à Kalamaria.
- Club Athinaïkós (football)
- Corps d'armée de la défense nationale (en)
- Croix de guerre

## Naissance
- Aléka Katséli, actrice.
- Níkos Karýdis (el), poète.
- Louísa Montesántou (el), peintre.
- Chrysoúla Zógia (el), peintre.

## Décès
- Mikélis Ávlichos (el), écrivain.
- André-Casimir Biard, officier de marine.
- Spýros Samáras, compositeur.